# Stati generali (programma televisivo)
Stati generali è stato un programma televisivo italiano comico-satirico condotto da Serena Dandini, in onda su Rai 3 in prima serata dal 21 novembre 2019 al 16 gennaio 2020.

## Il programma
Andato in onda con successo già l'anno precedente con il titolo La TV delle ragazze - Gli Stati Generali 1988-2018, come remake del varietà satirico La TV delle ragazze, trasmesso trent'anni prima, questa seconda edizione perde la caratteristica celebrativa ed esclusivamente femminile che aveva caratterizzato la precedente (aprendo dunque alla presenza di comici uomini), da qui il cambio del titolo del programma. 
In ogni puntata i protagonisti, come se stessero partecipando ad una riunione di condominio, mettono in scena la realtà del nostro Paese, tra fantasia, satira politica e di costume.
Insieme a loro ci sono ospiti del mondo dello spettacolo con monologhi che raccontano in maniera ironica i temi che stanno loro a cuore, cantanti che si esibiscono e ospiti e persone fuori dal comune che si confrontano con Serena Dandini.

## Cast
- Federica Cacciola (Martina Dell'Ombra, la conduttrice sovranista)
- Faso, Cesareo, Jantoman e Christian Meyer (TheScissionisti, TheNatalizi, Los The Peparors)
- Neri Marcorè (Giuseppe Conte, Boris Johnson, Vladimir Putin, Giulio Andreotti, Maurizio Gasparri)
- Lucia Ocone (Guga, la donna del Paleolitico, Winona la Rider, Almanacco del giorno dopo, Mina)
- Cinzia Leone (Signorina Vaccaroni)
- Lillo Petrolo (Tuttorial)
- Edoardo Ferrario (Massimo Stima, astro nascente del sondaggismo, Alessandro Di Battista)
- Germana Pasquero (Franca Leosini)
- The Pills con Guglielmo Poggi e Massimo De Lorenzo (Ai confini de tipo adesso, storie paradossali da un presente distopico)
- Sbratz (Mondi segreti)
- Emanuele Martorelli (Starmale)
- Gustav Hofer e Luca Ragazzi (Dicktatorship)
- Lercio (TG Lercio)
- Natalino Balasso (Gli umori del Nord-Est)
- Elio e Rocco Tanica (Legge e Bacchelli, critici musicali)
- Elianto (Sigle improvvisate)
- Paolo Camilli (Nelle puntate precedenti, Radical Shock, I Medici in prima linea, Filippetto Stabilo)

## Ascolti
| Puntata | Messa in onda    | Ospiti | Telespettatori | Share |
| ------- | ---------------- | --- | -------------- | ----- |
| 1       | 21 novembre 2019 | Marco Mengoni, Dario Argento, Jane Birkin, Valerio Aprea e Stefano Mancuso | 1 467 000      | 6,90% |
| 2       | 28 novembre 2019 | Sabrina Impacciatore, Levante, Lino Guanciale, Chiara Valerio, Rosario Esposito La Rossa e Francesca Reggiani | 1 250 000      | 5,93% |
| 3       | 5 dicembre 2019  | Sabina Guzzanti, Niccolò Fabi, Laura Boldrini, Michela Murgia, Corrado Guzzanti, Ascanio Celestini, Annagaia Marchioro (attrice) e Francesco De Carlo                                                                                           | 1 128 000      | 5,63% |
| 4       | 12 dicembre 2019 | Sabina Guzzanti, Jasmine Trinca ed Edoardo Leo, Ferzan Özpetek, Giancarlo De Cataldo, Giorgia e Letizia Battaglia | 1 145 000      | 5,59% |
| 5       | 9 gennaio 2020   | Sabina Guzzanti, Maurizio Mannoni, Carlotta Natoli, i Siberia (rock band), Geppi Cucciari, Gherardo Colombo, Arturo Brachetti e Syed Hasnain (rifugiato afgano)                                                                                 | 880 000        | 3,95% |
| 6       | 16 gennaio 2020  | Sabina Guzzanti, Valerio Mastandrea, Cristiana Capotondi con Milena Bertolini, Elisa Bartoli, Manuela Giugliano e Giulia Nicastro (arbitro del settore calcistico giovanile), Emanuela Fanelli e il CoroPop di Salerno (gruppo di canto corale) | 867 000        | 4,05% |